# L'Estampe nouvelle
Ne doit pas être confondu avec L'Estampe moderne ou L'Estampe originale.
L'Estampe nouvelle est une publication française prenant la forme d'estampes lancée par souscription au sein d'une société d'édition fondée en 1897 et disparue dans les années 1930.

## Histoire

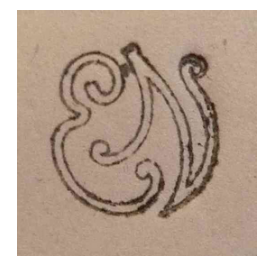
Marque de L'Estampe nouvelle appliquée sur toutes les épreuves.

Fin 1896 est fondée à Paris, au 40 de la rue de Liège une société d'édition dont le but est de publier plusieurs fois l'an des estampes à tirage limité : xylographies, eaux-fortes, pointes sèches et lithographies sont ainsi promises à des sociétaires-souscripteurs, qui furent au nombre de cinquante et payèrent un droit d'entrée de 50 francs et une cotisation annuelle de 60 francs. Le tirage de chaque estampe ne dépassait pas 65 épreuves, ce qui est relativement peu élevé ; dix épreuves seulement étaient réservées à la vente hors-abonnés. L'adresse du siège est celle de l'avocat, écrivain d'art, bibliophile et collectionneur Eugène Rodrigues-Henriques (1853-1928) dit Erastène Ramiro, issu d'une célèbre famille de créateurs et de mécènes, les Rodrigues-Henriques. Il s'associe au critique d'art et experts en gravures modernes, Roger Marx, et au collectionneur et expert Roger Portalis. La première estampe est éditée en octobre 1897. Selon Bailly-Herzberg, le premier album était prévu dès octobre 1896, soit une année plus tôt, mais il fut en définitive édité par Ambroise Vollard, qui amorça ainsi une série intitulée Album des peintres-graveurs de la galerie Vollard,,.
Après la mort de Rodrigues-Ramiro en 1928, la présidence de cette société d'édition est reprise par Henri Michel-Dansac (1872-1940), bibliophile, collectionneur d'estampes et grand ami de ce dernier.

## Catalogue 1897-1909

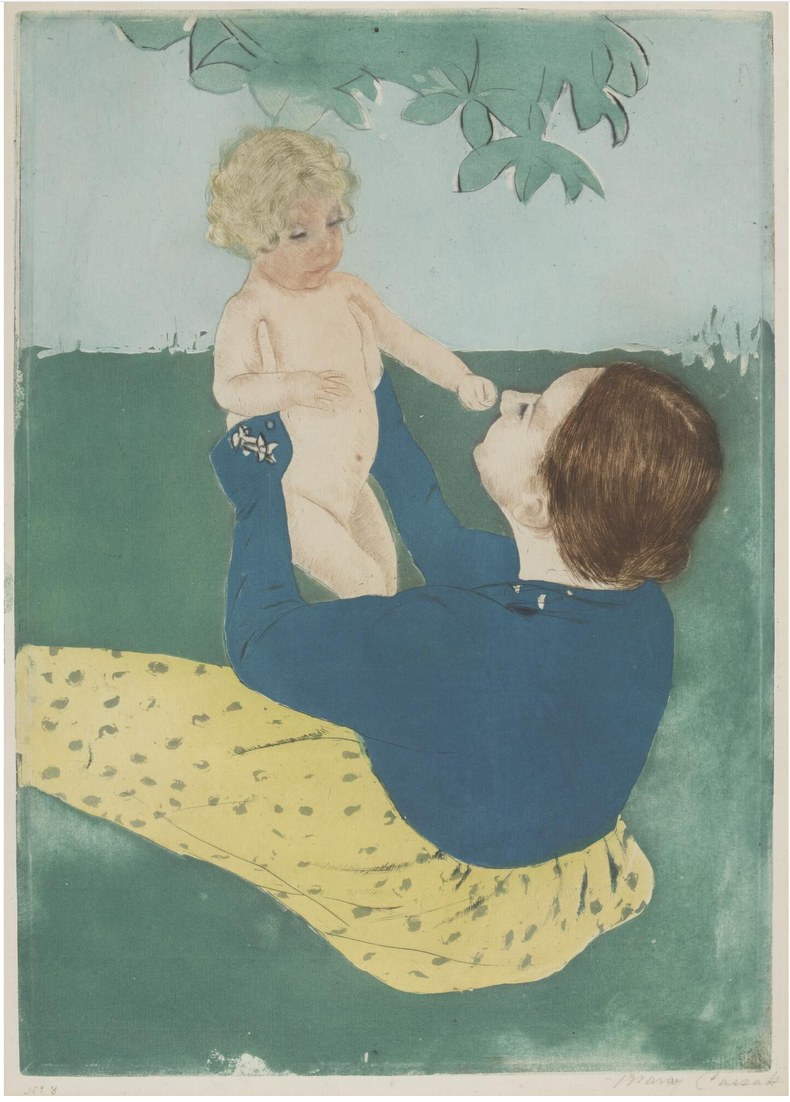
Femme et enfant dans l'herbe (1897), pointe sèche de Mary Cassatt.

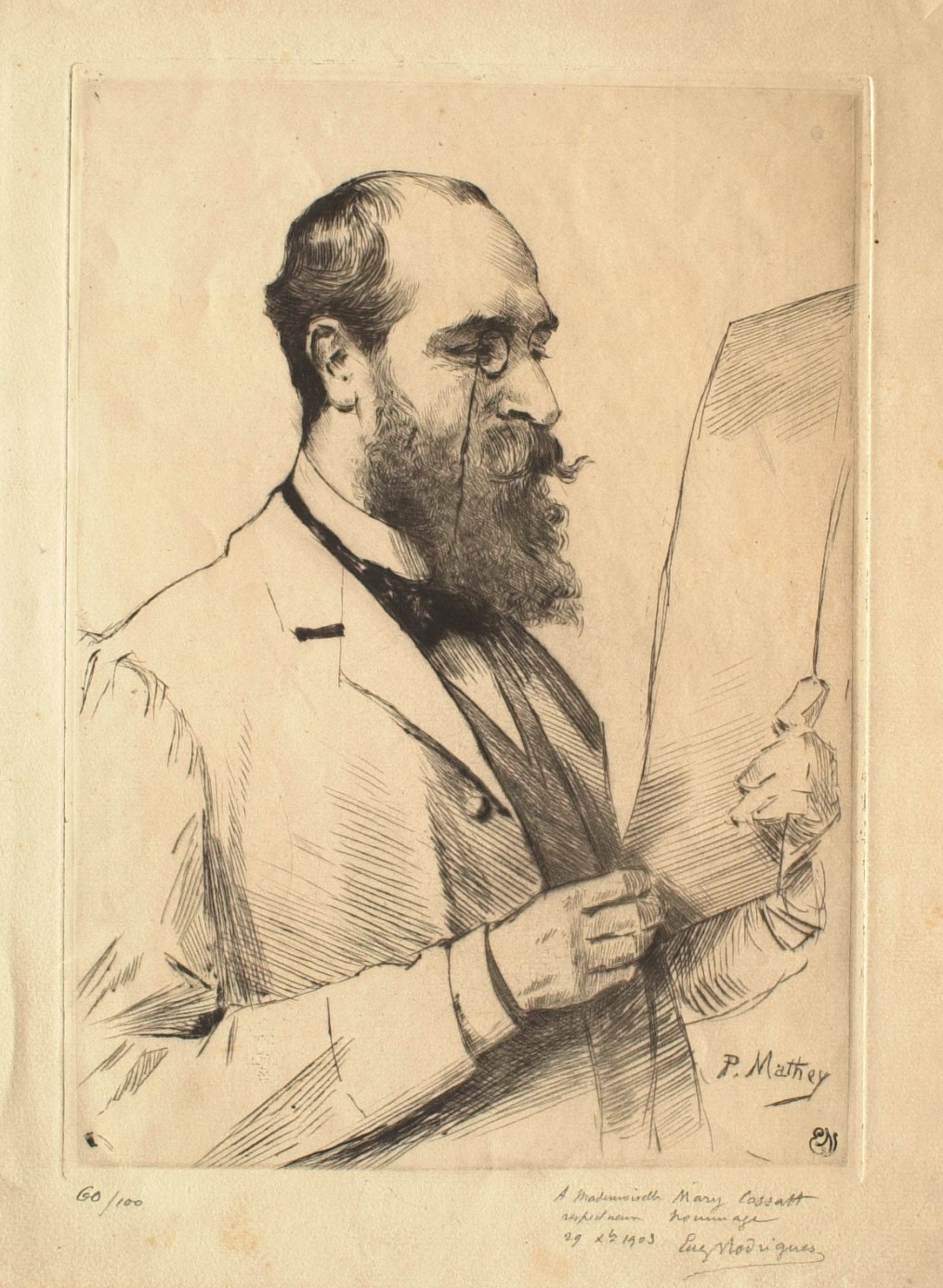
Portrait d'Erastène Ramiro, eau-forte de Paul Mathey, tiré à part daté de 1903.

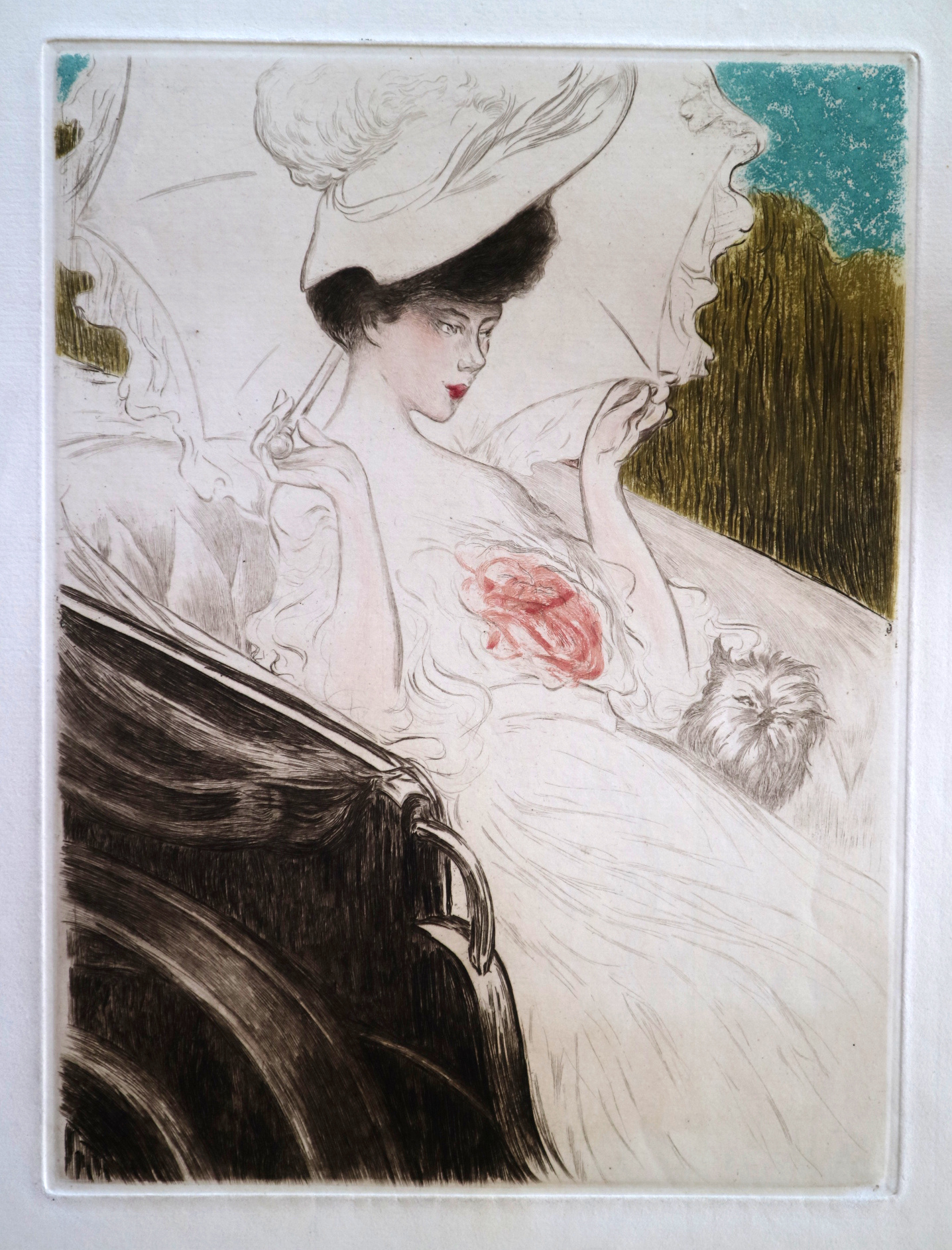
En victoria (1908), eau forte en couleurs de Malo-Renault.

Toutes les estampes tirées et éditées par cette société sont originales, et les cuivres et matrices sont signalés comme détruits après tirage,.
- Octobre 1897 : Femme et enfant dans l'herbe par Mary Cassatt, pointe sèche rehaussée de couleurs.
- Juin 1898 : La Halte des bicyclettes par Louis Legrand, eau-forte en couleurs.
- Décembre 1898 : Le Bassin des Tuileries par Auguste Lepère, gravure sur bois en couleurs.
- Juillet 1899 : Au bal de l'Opéra par Richard Ranft, eau-forte en couleurs.
- Novembre 1899 : La Place Saint-Georges par Maurice Delcourt, bois rehaussé de couleurs ; Ménagère et enfants rentrant du lavoir de Steinlen, bois en camaïeu[8].
- Mai 1900 : Rue de village nocturne par Eugène Delâtre, eau-forte en couleurs encrée à la poupée.
- Mars 1901 : Attendant la soupe par Edgar Chahine, eau-forte ; La Cigarette de Jacques Villon, eau-forte en couleurs.
- Avril 1901 : Nouvelle éducation sentimentale, suite de douze pièces par Charles Maurin, eau-forte en couleurs encrée à la poupée.
- Mai 1901 : La Rue Lepic, par Joaquím Sunyer, eau-forte en couleurs.
- Juillet 1902 : Le Vaporisateur par Louis Legrand, eau-forte en couleurs.
- Février 1903 : Danse espagnole par Ricard Canals, eau-forte et aquatinte.
- Juin 1903 : Place Saint-Michel par Jacques Beltrand, bois en couleurs.
- Janvier 1904 : En visite par Armand Rassenfosse, eau-forte et aquatinte en couleurs.
- Février 1904 : La Tricoteuse à l'enfant par Mary Cassatt, pointe sèche.
- Avril 1905 : La Modiste par Maurice Delcourt, bois en couleurs.
- Juin 1905 : Rocking-Chair par Malo-Renault, eau-forte en couleurs.
- Décembre 1905 : Marché normand par Paul-Émile Colin, bois en couleurs ; La Guitariste par François Guiguet, lithographie en couleurs.
- 1906 : Le Laboureur par Jean Frélaut, eau-forte ; Étude de figures par Paul Mathey, eau-forte en noir.
- 1907 : La Toilette par Armand Berton, vernis mou en trois tons.
- Janvier 1908 : En victoria par Malo-Renault, eau-forte en couleurs.
- Mai 1908 : La Coiffure, par Mlle Mars [?], bois en couleurs destiné au menu de la société.
- Juin 1908 : Jeune fille du monde, costume par Albert de Belleroche, lithographie en noir.
- 1909 : Les hespérides par Pierre Roche, gypsographie en couleurs[9].
- Mai 1909 : Le Satyre par Pierre-Eugène Vibert, bois en couleurs destiné au menu de la société.
- 1912: L’oreiller aux Poupées par Malo-Renault, pointe sèche en couleurs[10]

## Autres épreuves
Après 1909, on compte entre autres comme travaux d'artistes édités, ceux de Robert Bonfils, Auguste Brouet, Charles Edmond Kayser, Louis Jou, Émile Laboureur, Georges Manzana-Pissarro, Orovida Camille Pissarro, Savinienne Tourrette...